# Heidi Højmark Helveg
Heidi Højmark Helveg (født 13. juni 1974 i Aalborg) er en dansk advokat med speciale i blandt andet medieret, der i løbet af MeToo-debatten særligt er blevet kendt som forsvarer for flere kendte, der er blevet genstand for beskyldninger om seksuelle krænkelser.
Hun har en bachelorgrad i erhvervsjura fra Aalborg Universitet i 1998 og en kandidatgrad i jura fra Københavns Universitet i 2002. Sin beskikkelse fik hun i 2005. I 2008 fik hun møderet for Højesteret.
Efter endt uddannelse kom hun til Horten som advokat og var fra 2010 partner samme sted. I 2018 rykkede hun til Integra Advokater, også som partner, og fra 2020-2021 var hun advokat hos Synch. Siden 2021 har hun været advokat hos CO:Play og har specialiseret sig i medieret, markedsføringsret, immaterialret og persondataret.
Hendes første store sag var sagen om de to sømænd Eddy Lopez og Søren Lyngbjørn, som blev holdt som gidsler i Somalia i over to år. Her blev Ekstra Bladet sagsøgt for at have bragt bragt billeder og omtale af private oplysninger. Ekstra Bladet blev i 2016 dømt til at betale 300.000 kroner til hver af sømændene.
Senere har hun repræsenteret Michael Bojesen, Naser Khader og Martin Brygmann i sager, hvor de har været midtpunkt for beskyldninger om krænkelser, og repræsenterede i 2024 influenceren Katherine Diez, der med udgivelsen af selvbiografien I egen barm blev beskyldt for netop at krænke sine ekskæresters privatliv via omtalen af intime detaljer i bogen.
I 2022 blev hun udpeget til at sidde i Medieansvarsudvalget, som blev nedsat af kulturminister Jakob Engel-Schmidt.